# Greenvale Airport
Greenvale Airport är en flygplats i Australien. Den ligger i kommunen Charters Towers och delstaten Queensland, omkring 1 200 kilometer nordväst om delstatshuvudstaden Brisbane.
Trakten runt Greenvale Airport är nära nog obefolkad, med mindre än två invånare per kvadratkilometer.. Det finns inga samhällen i närheten.
I omgivningarna runt Greenvale Airport växer huvudsakligen savannskog. Genomsnittlig årsnederbörd är 742 millimeter. Den regnigaste månaden är mars, med i genomsnitt 171 mm nederbörd, och den torraste är augusti, med 7 mm nederbörd.